# Blauwselfabriek

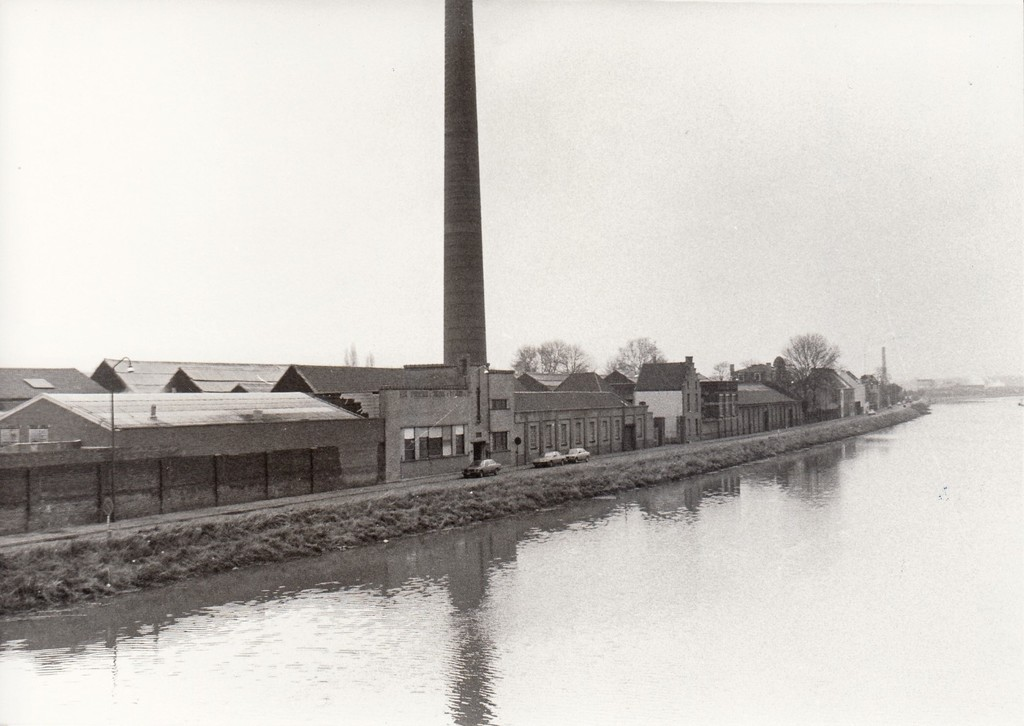
De Blauwselfabriek in 1980

De Blauwselfabriek, ook wel de Bleu d'Outremer en officieel Bleu d'outremer et coureurs de Mont Saint Amand genoemd, was een chemisch bedrijf dat blauwsel vervaardigde. Het was gelegen in Sint-Amandsberg, een latere deelgemeente van de Belgische stad Gent. De fabriek stond aan de Nijverheidskaai op de linkeroever van de Schelde.
Het bedrijf was een van de belangrijkste producenten ter wereld van ultramarijnblauw, een pigment dat gebruikt werd voor het kleuren van producten zoals plastic, zeep, verf, inkt en linnengoed. In de jaren 1980 kwam het bedrijf almaar meer onder druk te staan vanwege de milieu-impact die het had. De bouw van een nieuwe fabriek kwam niet van de grond, de onderneming werd op 21 maart 1986 failliet verklaard en hield op te bestaan.

## De oprichting en de bloei (1907-1940)
Toen de fabriek zich in 1907 vestigde op de vrijgekomen gronden van een steenbakkerij, weigerde het gemeentebestuur aanvankelijk om een bouwvergunning te verlenen, omdat ze vreesde voor milieuhinder. Desondanks slaagden de eigenaars van de fabriek, de graven De Marnix de Sainte-Aldegonde, er toch in om hun doel te bereiken.
Na de Eerste Wereldoorlog kende de Blauwselfabriek een enorme groei. Ten eerste kwam er opnieuw vraag naar blauwsel en ten tweede ontstond er onder investeerders een grote interesse om hun kapitaal te injecteren in het bedrijf. Zo was de fabriek in staat haar activiteiten uit te breiden en verruimde ze haar aanbod in kleurstoffen. Dit leidde tot zowel een nationale als internationale doorbraak van het bedrijf in de verfindustrie.
Een gevolg hiervan was dat de firma in staat was om haar infrastructuur uit te breiden. In 1920 werd geïnvesteerd in nieuwe machines, een nieuwe ketel, een hangar, een productiehal, een infirmerie en een schouw van veertig meter. De nieuwe productielijnen zorgden voor nieuwe afdelingen en hiervoor was ook extra personeel nodig. In 1937 was de werkgelegenheid opgelopen tot maar liefst 154 personen. Dit maakte de Blauwselfabriek tot de grootste werkgever van Sint-Amandsberg. Toch vonden de meeste arbeiders de firma geen prettige plek om in te werken. De arbeid was niet alleen zwaar, de werknemers werden bovendien onvoldoende tegen giftige stoffen beschermd. Dit gaf aanleiding tot beroepsziektes, zoals loodvergiftiging.
Tijdens het interbellum dienden zich ook de eerste milieuproblemen aan. De schouwen zorgden voor de uitstoot van schadelijke stoffen, in het bijzonder van zwaveldioxide. Het gas kwam in de lucht en in de regen terecht. Dit veroorzaakte brandvlekken op  planten en bomen in de buurt. De hinder leidde tot processen, waardoor de fabriek in 1937 haar twee schouwen moest vervangen door de bouw van een nieuwe schouw.

## De neergang (1940-1980)
De fabriek kwam vrij ongehavend uit de Tweede Wereldoorlog. Na 1945 kreeg Bleu d’Outremer echter met almaar meer problemen te kampen. In het bedrijf ontstonden interne spanningen. Tijdens de naoorlogse periode kregen vakbonden meer macht. Hierdoor eisten de werknemers van de fabriek een hoger loon en wilden ze dat de veiligheidsvoorschriften strenger werden. Daarnaast kwam er ook meer druk van buitenaf. Milieuactivisten uitten kritiek op de zwaveldioxide afkomstig uit de schouwen.
In 1954 kreeg de fabriek een nieuwe exploitatievergunning voor de volgende dertig jaar. Dit liep niet van een leien dakje. De directie moest grote druk uitoefenen om de vergunning te bemachtigen. De toenemende kritiek van zowel de vakbonden als de milieuactivisten, in combinatie met de weigerachtige houding van de Oost-Vlaamse deputatie die de vergunning moest afleveren, werden nefast voor het bedrijf. De belangstelling van investeerders in de Blauwselfabriek nam af.

## Het faillissement (1980-1986)
Vanaf de jaren 1980 werden er steeds meer klachten neergelegd bij de Gentse milieupolitie. Omwonenden rapporteerden dat zwaveldioxide hun planten en bomen aantastten. Bovendien kregen ze te kampen met gezondheidsklachten, in het bijzonder hoofdpijn en prikkelingen in de keel en mond. De huizen takelden af vanwege het gas. De concentratie van zwaveldioxide was volgens de federatie van milieugroeperingen tien keer hoger dan het toegestane maximum.
Door de vele klachten van de buurtbewoners schoot de stad Gent in actie. De gemeente voerde een onderzoek uit, waarna ze een rapport publiceerde. Hierin stelde ze vast dat de inspanningen die het bedrijf had geleverd om de hinder te vermijden onvoldoende waren. De fabriek was bovendien ook te vervallen, waardoor saneren financieel niet meer haalbaar zou zijn.  Desondanks liet de directie van Bleu d’Outremer alsnog herstellingswerken uitvoeren, maar dit was tevergeefs. Op de zitting van 13 september 1983 bracht het schepencollege van Gent ongunstig advies uit bij de provinciegouverneur voor een nieuwe exploitatievergunning. Het gevolg was dat de bestendige deputatie op 31 mei 1985 verdere exploitatie weigerde. De directie ging nog in beroep, bij de minister van leefmilieu Lenssens, maar de fabriek moest in afwachting van dit proces toch de deuren sluiten. Intussen stopten banken hun kredietlijn aan de firma en viel het productieproces volledig stil. Het personeel kwam op straat te staan.
Hoewel de bedrijfsleiding nog van plan was om een nieuwe fabriek op te richten, kwam deze er echter niet. Omdat het personeel niet langer werd uitbetaald, kwamen er nieuwe vakbondsacties die de Blauwselfabriek uiteindelijk de das omdeden. De vakbonden dwongen de directie om de boeken neer te leggen, omdat het personeel bij een faillissement recht zou hebben op een uitkering van het Fonds voor sluiting van ondernemingen. De fabriek werd op 21 maart 1986 failliet verklaard. Enkele jaren later werd de site ontmanteld. Het faillissement van de Blauwselfabriek had een impact op de wereldindustrie. Er ontstond een tekort aan niet-giftig ultramarijnblauw, omdat de Blauwselfabriek er een van de weinige producenten van was. Sommige bedrijven waren hierdoor genoodzaakt om over te schakelen op giftige pigmenten.